# 土肥章大
土肥 章大（どい あきお）は、日本の元裁判官。東京大学卒

## 経歴[1]
- 1977年4月8日 - 東京地方裁判所判事補任官　（司法修習29期）

　（中略）
- 1996年4月2日 - 東京地方裁判所判事
- 1998年4月1日 - 福岡高等裁判所判事
- 1998年4月6日 - 福岡高等裁判所事務局長
- 2003年4月1日 - 東京地方裁判所部総括判事
- 2007年11月24日 - 横浜地方裁判所部総括判事
- 2009年1月24日 - 鹿児島地方裁判所所長・鹿児島家庭裁判所所長
- 2010年6月11日 - 東京地方裁判所立川支部長・東京家庭裁判所立川支部長
- 2012年7月24日 - 知的財産高等裁判所部総括判事
- 2013年8月2日 - 依願退官

## 主な裁判等
- 2001年、福岡高裁判事妻ストーカー事件当時の福岡高裁事務局長。令状コピー問題の責任者として、分限裁判により戒告処分を受ける。
- 2005年8月23日 - 東京地方裁判所において、いわゆる「百人斬り」訴訟において、元将校遺族の請求を棄却。